# Museo del tesoro di San Pietro
Il Museo del tesoro di San Pietro è un museo d'arte della Città del Vaticano, situato all'interno della basilica di San Pietro.

## Descrizione
Con accesso dal corridoio della sagrestia nel transetto sinistro della basilica, il museo espone il tesoro della basilica ricostituito dopo il saccheggio dell'846 e il sacco di Roma del 1527, nonostante gli ulteriori assottigliamenti napoleonici che seguirono il trattato di Tolentino del 1797. Quello che resta, arricchito da opere d'arte provenienti dall'antica e dalla nuova basilica, è comunque un complesso di eccezionale valore.
Nella prima sala una colonna tortile proviene dalle decorazioni costantiniane originali della tomba di San Pietro, che fecero da modello al baldacchino di Bernini; un gallo in metallo dorato del IX secolo si trovava un tempo sulla sommità del campanile dell'antica basilica.
Nella sala II, già sagrestia dei chierici beneficiati, la cosiddetta Dalmatica di Carlo Magno, ricamata con episodi sacri, in realtà un saccos patriarcale bizantino del XII secolo. La stauroteca minore è un reliquiario bizantino del VI-VII secolo, mentre la stautoteca maggiore (o croce bizantina) fu donato nell'anno 1837 da un canonico della Basilica della Nostra Signora a Maastricht, e risale al X-XI secolo. Sono qui esposti anche frammenti di dittici bizantini in avorio, e la Crux vaticana (VI secolo), dono di Giustino II alla città di Roma.
Nella seguente cappella dei chierici beneficiati spicca il Tabernacolo del Sacramento eucaristico di Donatello (1432), una Madonna della Febbre attribuita a Lippo Memmi e una pala d'altare di Girolamo Muziano (Consegna delle chiavi). Il vicino calco della Pietà di Michelangelo fu utilizzato per il restauro dopo l'atto vandalico del 1972. Sulla finestra e sopra la porta Storie di san Pietro di Antonio Cavallucci.
La Sala III è dominata dal grande Monumento funebre di Sisto IV, catafalco bronzeo opera di Antonio del Pollaiolo, ricco di rappresentazioni simboliche delle Arti e delle Virtù. Il passaggio alla sala successiva è decorato dalla romanica Cornice della Veronica, i Santi Pietro e Paolo su rame e un Crocifisso ligneo, riferibili questi ultimi al XIV secolo.
La Sala IV e le seguenti hanno delle vetrine con gli oggetti del vero e proprio tesoro. Nella prima sala spiccano una croce settecentesca in cristallo di rocca, l'anello piscatorio di Sisto IV, il reliquiario di san Biagio del XIV secolo, quello di san Sebastiano del XV e un busto di san Luca del Trecento. Seguono nella sala V la croce e i candelieri in bronzo di Sebastiano Torrigiani (1585), due candelieri attribuiti tradizionalmente a Benvenuto Cellini, una croce con lapislazzuli, candelieri in argento dorato e decorazioni in cristallo di rocca di Antonio Gentili (1582). Nella VI statue in bronzo dorato dei Santi Pietro e Paolo attribuite a Sebastiano Torrigiani (1585), la Croce di Palazzo in cristallo di rocca (XV secolo), reliquiari e ostensori dei secoli XVII e XVIII. Qui si trova anche un grande modello in creta originale di Gian Lorenzo Bernini (1673), da cui fu tratto uno degli angeli in bronzo del ciborio della cappella del Sacramento.
Nelle sale VII e VIII altre vetrine con vasi sacri, calici, ostensori, pissidi e altri oggetti liturgici, donati ai papi da fedeli, capi di stato e regnanti; una croce in cristallo di rocca del XIII secolo; parati sacri e ricami, tra cui spiccano un paliotto e una tiara del XVIII secolo che sono usati per vestire la statua bronzea di san Pietro nel giorno della sua festa.
Nella sala IX il percorso termina con un capolavoro paleocristiano, il sarcofago di Giunio Basso.